# Pioui de l'Est
Contopus virens
Espèce
Répartition géographique
- Aire de nidification
- Voie migratoire
- Aire d'hivernage

Statut de conservation UICN

 LC  : Préoccupation mineure
Le Pioui de l'Est (Contopus virens) est une espèce de passereau appartenant à la famille des Tyrannidae.

## Description
Le Pioui de l'Est a le dessus olive avec une légère coulée verdâtre, plus foncée sur la calotte. Les ailes sont sombres avec les moyenne et grande couvertures pointillées de gris clair, les secondaires l'étant plus largement. L'intérieur des primaires est étroitement terminé de blanc. La queue est brun grisâtre terne tirant sur l'olive avec les extrémités des rectrices faiblement grises. Le bord des paupières noir est bordé d'une mince ligne de plumes blanches, les lores discrètement marqués de blanc avec les côtés de la tête et la nuque allant du grisâtre au noir. La gorge est blanche à blanc jaunâtre avec des lignes gris clair imperceptibles, la poitrine et les flancs sont olive grisâtre clair, plus pâle sur les flancs, le bas de la poitrine, l'abdomen, le dessous de la queue blanc jaunâtre clair avec les plumes centrales olive grisâtre peu visibles. Le dessous des ailes est olive grisâtre clair avec des marges blanches ou blanc jaunâtre.